# Хебб, Дональд
Дональд Олдинг Хебб (англ. Donald Olding Hebb; 22 июля 1904 — 20 августа 1985) — канадский физиолог и нейропсихолог. Известен работами, приведшими к пониманию значения нейронов для процесса обучения. Его также называют одним из создателей теории искусственных нейронных сетей, так как он предложил первый работающий алгоритм обучения искусственных нейронных сетей.
Член Лондонского королевского общества (1966), иностранный член Национальной академии наук США (1979).

## Биография
Дональд Хебб родился в городке Честер в Новой Шотландии и был старшим из четырёх детей Артура и Клары (Олдинг) Хебб. Когда Дональду исполнилось 16 лет, семья перебирается в город Дартмут в Новой Шотландии.
Оба родителя Дональда были врачами. Мать Дональда находилась под сильным влиянием идей Марии Монтессори и занималась его обучением дома до 8 лет. При поступлении в школу Дональд поступил в класс на три года старше своего возраста.
В юности Дональд не имел склонности к медицине и психологии и хотел стать писателем. Он поступил в Университет Далхауси для подготовки к писательской карьере. Он не был прилежным студентом, и лучшие оценки имел по математике и естественным наукам . В 1925 году он получил диплом бакалавра Искусств. После этого Дональд становится учителем и преподает в своей старой школе в Честере. Позднее он занимался фермерством в штате Альберта, затем скитался и был рабочим в штате Квебек. Во время своих путешествий он прочитал работы Зигмунда Фрейда (которые он называл «не слишком строгими»), Уильяма Джемса и Джона Уотсона, которые привели его к мысли заняться психологией.
В возрасте 23 лет он решает профессионально заняться психологией и просит Уильяма Данлопа Тайта, главу факультета психологии в Университет Макгилла (впоследствии Хебб сам займёт эту должность) посоветовать ему, что делать, и получает список книг для чтения. В течение этого года он снова зарабатывает учительством.
Президент Американской психологической ассоциации в 1960 году.
В честь Дональда Хебба названа премия Канадской психологической ассоциации, ежегодно вручаемая за значительный вклад в психологию.

## Работа

### Организация поведения: нейропсихологическая теория (1949)
Книга «Организация поведения: нейропсихологическая теория» считается самой важной в творчестве Дональда Хебба.
Хебб одним из первых приступил к разработке теории взаимосвязи головного мозга и мыслительных процессов. Ученый исследовал отношение процессов обучения с процессами, происходящими в структуре нейронных связей мозга. По мнению Хебба, в результате частой стимуляции нервной системы формируются скоординированные нейронные структуры — ансамбли клеток (cell assemblies). Ансамбли клеток развиваются в результате стимуляции связей нейронов друг с другом. Эти процессы, происходящие в головном мозге, являются биологической основой процесса обучения. Мысленная репрезентация внешних событий отражается в иерархической структуре различных нейронных ансамблей.

### Хебб как учитель
Практически всю свою жизнь Хебб занимался преподаванием, сначала как школьный учитель и директор школы в Монреале, а позднее в университете МакГилла. Он был успешным лектором и педагогом и оказал огромное влияние на умы своих учеников и студентов.
Во времена профессорства в МакГилле он верил, что невозможно научить мотивации, но необходимо создавать соответствующие условия, необходимые для студентов, в которых они будут учиться и заниматься исследованиями. Студентов можно научить писать, помочь выбрать хорошую научную проблему и даже помочь не отвлекаться от проблемы, но мотивация и желание заниматься исследованиями и решать проблему должны исходить от самого человека. Хебб верил, что студентов надо оценивать по их способности думать и создавать что-то новое, чем по способности к запоминанию и воспроизведению старых идей.
Хебб верил в возможность объективного изучения разума, в смысле биологического исследования. Такое отношение к психологии и успешность Хебба как преподавателя, сделали Университет МакГилла одним из признанных центров психологических исследований.

### Сенсорная депривация, военные исследования, пытки
Имя Хебба часто всплывает в дискуссиях об участии исследоватей-психологов в допросах, использующих техники сенсорной депривации из-за его исследований в этой области. В докладе на симпозиуме по сенсорной депривации в июне 1958 г. в Гарварде Хебб замечает:

Работа, которую мы провели в Университете МакГилла, на самом деле началась с проблемы промывания мозгов. Нам не разрешили сказать это в первой публикации… Главным импульсом, конечно, была обеспокоенность «признаниями» на российских коммунистических процессах. Термин «промывание мозгов» появился немного позже, в применении к китайским технологиям. Мы не знали, какими были русские технологии, но, кажется, они приводили к некоторым специфическим изменениям отношения. Как? Одним из возможных факторов была сенсорная депривация, и мы сконцентрировались на этом вопросе.
Оригинальный текст (англ.)The work that we have done at McGill University began, actually, with the problem of brainwashing. We were not permitted to say so in the first publishing.... The chief impetus, of course, was the dismay at the kind of “confessions” being produced at the Russian Communist trials. “Brainwashing” was a term that came a little later, applied to Chinese procedures. We did not know what the Russian procedures were, but it seemed that they were producing some peculiar changes of attitude. How?
One possible factor was perceptual isolation and we concentrated on that.

Недавние исторические исследования показали, что работы Хебба по сенсорной депривации финансировались ЦРУ (McCoy, 2007), частично были засекречены и первоначально использовались только госагентствами США. В некоторых его исследованиях добровольцы подвергались многочасовой сенсорной депривации.